# Kings Must Die
Kings Must Die (englisch Könige müssen sterben) ist eine EP der Funeral-Doom-Band Pantheist.

## Geschichte
Kings Must Die kompiliert mit dem Titelstück ein neues Lied mit den Liveaufnahmen des Auftritts von Pantheist beim Organic Doom Vol. 1. Das Organic Doom Vol. 1 fand am 12. Juni 2023 in der zum Konzertsaal umgestalteten alten Town Hall in Huddersfield, statt und wurde als Teil einer lokalen Konzertreihe unter dem Titel Kirklees Year of Music mit dem Fokus auf Blechblasinstrumente konzipiert. Der Auftritt von Pantheist und Arð sollten dabei neue Nutzungsvarianten der im Konzertsaal installierten Orgel erproben und Orgeln vor der Verschrottung bewahren. Der Organisten David Pipe begleitete die Band dazu auf dem Instrument. Das Auftrittskonzept war so erfolgreich, dass die Veranstalter und Gruppen planten, eine Veranstaltungsreihe im Vereinigten Königreich folgen zu lassen. Der Auftritt wurde als besonders stimmig und atmosphärisch gelobt.
Kings Must Die wurde im Anschluss von den beteiligten Musikern, überwiegend in Heimstudios aufgenommen. Timothy Vincent nahm das Schlagzeugspiel von Fanel Lefterache im Studio Longwave auf. Jake Harding von Grave Lines und die Sopranistin Linda Dumitru traten als Gastsänger in Erscheinung.
Das Stück Kings Must Die wurde von dem amerikanischen Gitarristen Jeremy Lewis (Mesmur) produziert und abgemischt. Mark Mynett, der auch die Aufnahme des Auftritts beim Organic Doom Vol. 1 begleitet hatte, masterte indes die gesamte Aufnahme. Die für eine Veröffentlichung als Download am 8. März 2024 angekündigte EP wurde am 1. Februar 2024 als CD veröffentlicht.

## Albuminformationen
Kings Must Die wurde als zweite EP der Band am 8. März 2023 veröffentlicht. Die Gestaltung der EP übernahm Cheryl Panagiotou.

### Umfang
Die EP enthält vier separate Stücke, die eine Gesamtspielzeit von 49:32 Minuten haben. Das titelgebende erste Stück ist eine Studioaufnahme, die anderen Stücke sind Aufnahmen des Auftritts beim Organic Doom Vol. 1 das in der Town Hall von Huddersfield stattfand. Das Intro 1000 Years entstammt dem gleichnamigen Demo, Das Stück O Solitude dem gleichnamigen Album und Strange Times dem Album Closer to God.
Zu einer gekürzten Version des Titelstücks produzierte Tiberiu Lefterache ein Musikvideo. Das Video nutzt Aufnahmen der Krönung von Charles III. in Sepiatönen und blendet Textzeilen in die Bilder. Am 5. Januar 2024 wurde das Video auf YouTube vorgestellt.

### Inhalt
Das Titelstück ist als politisches und soziales Statement der Gruppe ein Novum in einem Genre, dass auf Introspektion und subjektive Themen konzentriert ist. Panagiouto will dazu anregen, über „den Anachronismus einer Institution nachzudenken“, die überwiegend eine repräsentative Funktion besitzt. Der Musikjournalist Stefano Cavanna sieht in diesem Stück damit „den Zwiespalt zwischen dem ostentativen Pomp des Königshauses und der Armut und Verzweiflung, unter der ein Großteil der Weltbevölkerung“ verdeutlicht.

### Stil
Die EP bildet die stilistische Entwicklung der Gruppe ab und präsentiert den frühen Funeral Doom mit 1000 Years und O Solitude sowie den späten Stil der Gruppe der auch Atmospheric Doom und Progressive Metal beinhaltet. Markant ist die Konzentration auf die Orgel als führendes Instrument.

## Wahrnehmung
Kings Must Die wurde in der Kritiker-Resonanz für den vernehmbaren Wunsch gelobt, „sich weiterzuentwickeln und nach neuen und anregenden Lösungen zu suchen, ohne sich den Zwängen und stilistischen Beschränkungen verschiedener Musikgenres zu unterwerfen.“ Die Veröffentlichung mache Lust auf mehr schrieb Pete Woods für Ave Noctum. Auch Simon Black von Ever Metal schloss seine Rezension mit der Bitte alsbald mehr zu erhalten. Insbesondere das von ihm hoch gelobte neue Stück Kings Must Die wecke dabei Interesse ob sich damit die zukünftige Ausrichtung der Band abzeichne schrieb Chris Dahlberg für Metal Trenches. Auch die Liveaufnahme wurde hoch gelobt. Die gute Klangqualität der Veröffentlichung sei eine Stärke und das vernehmbare handwerkliche Vermögen der Musiker sei geradezu erstaunlich.